# Potencial de disparidad
El potencial de disparidad (en inglés Mismatch negativity, MMN) provee una medición fisiológica de la información sensorial procesada por el cerebro, suele aparecer como a los 100 ms y termina como a los 250 ms; es una respuesta eléctrica cerebral negativa de los potenciales relacionados con eventos, que se presenta al haber un cambio discriminable en una estimulación auditiva repetitiva y que puede ser iniciada aun a falta de atención por parte del sujeto que está siendo sometido a prueba.
Se aisló a finales de la década de los 70 postulándose como reflejo del funcionamiento de un mecanismo automático y preatencional del procesamiento de estímulos. Se basa en la formación de una huella o representación neuronal de las características físicas de los estímulos repetidos en la corteza auditiva primaria, con la que se comparan los nuevos estímulos, de manera que si coincide la huella, se mantiene, mientras que, si no lo hace, se genera la MMN.
Su obtención se consigue con un paradigma oddball pasivo, en el que se presentan a los sujetos secuencias de estímulos repetidos estándares, encargados de generar la huella, en las que se intercalan estímulos diferentes, que, por su desigualdad con la huella, generan la MMN. La tarea de los sujetos consiste en ignorar la estimulación auditiva y dirigir la atención a otra situación.
Este componente se obtiene al restarle a la onda causada por el estímulo estándar la del estímulo infrecuente y resulta un componente negativo con un pico entre los 100 y los 200 milisegundos después de la presentación del estímulo.
Se han descrito dos subcomponentes de la MMN:
-El primero tiene su origen en la corteza auditiva primaria y es el resultado del proceso automático de comparación entre el nuevo estímulo diferente y la representación neuronal del estímulo estándar. Esta representación se localizaría en diferentes poblaciones neuronales de la corteza auditiva primaria, dependiendo de si el tipo de desviación se basa en la frecuencia, intensidad y duración del estímulo, en su complejidad o en su estructura fonética.
-El segundo se origina en la corteza frontal derecha y se relacionaría con la refocalización de la atención hacia el estímulo diferente, causada por la detección de un cambio en la memoria sensorial auditiva; se interpreta como la señal de aviso del mecanismo preatencional de la focalización de la atención.
La MMN es iniciada solo cuando ocurre un cambio en un estímulo perteneciente a una secuencia de estímulos. ¿Qué tipos de cambios son los que inician la MMN?; los siguientes son los determinantes descritos de la MMN:
- A mayor diferencia entre los estímulos se presenta una mayor amplitud de la MMN.
- Cambios en la intensidad: aparece cuando hay cambios en la intensidad relativa no absoluta, es decir, que si un estímulo tiene una intensidad menor que el resto de los estímulos se va a presentar la MMN, e incluso entre menor sea la intensidad el estímulo, comparados con los otros estímulos, más amplia va a ser la MMN
- Cambios en la duración de los estímulos
- Cambios en la localización espacial
- Por omisión de estímulos
- La magnitud de la desviación del estímulo: a mayor incremento en la desviación de la magnitud del estímulo la MMN se hace más larga y temprana
- La probabilidad de desviación del estímulo: la amplitud de la MMN depende fuertemente de la probabilidad de presentación de la secuencia de estímulos
- Intervalo del estímulo (ISI): prolongando el ISI, la MMN no debe presentarse cuando se llega a ciertos límites; la paulatina reducción de la amplitud de la MMN conforme el ISI es prolongado puede reflejar el gradual decaimiento del trazo de memoria en el tiempo
- Predictibilidad: La MMN es un proceso automático y por ello no está influenciada por la capacidad de los sujetos de predecir cuándo se va a presentar un estímulo diferente
- Significado del estímulo: tampoco está afectado por el significado de los estímulos
- Efectos del sueño: en el sueño se produce un latencia más larga en la MMN y está menos distribuida que cuando el sujeto está despierto
- Efectos de las drogas: la MMN parece ser realzada cuando se administra una droga que tiene un efecto general de activación en el Sistema Nervioso y cuando la droga lo inhibe baja la amplitud de la MMN
- Decremento de la respuesta a largo plazo: a veces se produce una reducción en la amplitud de la MMN cuando se hace larga una sesión de experimentos; tiene que ver con un cambio gradual de decremento en la excitabilidad de la corteza; en una sesión de dos horas se puede presentar una MMN bien definida
- Constancia en los estímulos estándar: la MMN se produce pero con una amplitud menor si es el caso de que los estímulos estándar varíen; la atenuación de la amplitud es proporcional al rango de la variación
- Efectos de enmascaramiento: tanto retroactivo como proactivo
- Independencia del Sistema Nervioso Autónomo: algunas investigaciones han medido los potenciales relacionados con eventos junto con las del Sistema Nervioso Autónomo y se ha encontrado que la MMN ocurre aún sin haber una respuesta concomitante, por ejemplo sin cambio de la frecuencia cardiaca.

Uno de los grandes debates sobre la MMN ha sido qué tan ligada está o no a la atención; la conclusión a la que se ha llegado es que la MMN depende de un proceso automático que no obedece a que el sujeto esté presentando atención a una tarea; además el decaimiento de la representación sensorial del estímulo en la memoria sensorial no depende de la atención. Por otro lado, la MMN se puede generar cuando los sujetos están dormidos y cuando están anestesiados y en tareas de escucha dicótica, se presenta tanto en el oído que se está atendiendo como en el ignorado.
A pesar de lo anterior se ha concluido que hay modificaciones de la intensidad y la frecuencia de la MMN cuando el sujeto presta atención a los estímulos que la generan, por lo tanto se dice que la MMN ciertamente no depende de la atención, pero sí que está modulada por esta.
A manera de síntesis, se propuso la siguiente figura para explicar la dinámica de la evaluación auditiva temprana y las bases neurales de la MMN (ver Figura 1).
En relación con esto, nuestro cerebro está continuamente analizando el entorno que nos rodea, un proceso esencial para nuestra supervivencia. A través de este análisis, el cerebro auditivo identifica patrones regulares en la entrada sensorial y clasifica los estímulos en dos categorías: habituales o diferentes. La detección de estímulos diferentes es crucial, ya que suelen alertarnos sobre situaciones de peligro. Para lograr esto, el cerebro extrae regularidades del entorno para generar predicciones y construir un modelo interno. Posteriormente, estas predicciones se comparan con la entrada sensorial y cualquier discrepancia se utiliza para actualizar y refinar el modelo existente. Cuando el cerebro anticipa un alto nivel de precisión, las señales de error de predicción se amplifican, lo que influye significativamente en la actualización del modelo. Por el contrario, cuando se espera una baja precisión, las señales de error se atenúan para evitar imprecisiones y fortalecer el modelo existente. En nuestro estudio, hemos observado cómo el sistema colinérgico desempeña un papel fundamental en la modulación de estos errores de predicción en la corteza auditiva de ratas anestesiadas, lo que es crucial para un procesamiento auditivo adecuado. (David Pérez-González Ana B. Lao-Rodríguez Cristian Aedo-Sánchez Manuel S Malmierca (2024) Acetylcholine modulates the precision of prediction error in the auditory cortex eLife 12:RP91475.)